# Cá dơi mũi dài
Cá dơi mũi dài (tên khoa học là Ogcocephalus corniger) có cơ thể hình tam giác như các loài cá dơi khác. Nó có màu sắc đa dạng từ vàng sang tím, với nhiều điểm hình tròn, và môi màu đỏ cam. Loài này tìm thấy ở phía đông Thái Bình Dương và tây Đại Tây Dương, với độ sâu hơn so với các loại cá dơi khác từ 30 đến 250 mét.